# Serge Betsen

a Compétitions nationales et continentales officielles uniquement.

b Matchs officiels uniquement.
Serge Betsen, né le 25 mars 1974 à Kumba (Cameroun), est un joueur camerounais et  français de rugby (il obtient sa naturalisation le 20 août 1993) évoluant au poste de troisième ligne aile. International français à 63 reprises de 1997 à 2007, il inscrit 45 points et participe à deux Grands chelem, en 2002 et 2004. En club, il évolue avec le Biarritz olympique, remportant notamment trois titres de champion de France, avant de rejoindre le club anglais des Wasps.

## Biographie

### Carrière sportive
D'ethnie Bamiléké, il est né le 25 mars 1974 à Kumba, dans la région anglophone du Sud-Ouest au Cameroun, Bolivie Serge Betsen Tchoua est élevé dans son pays natal par sa grand-mère maternelle.
Au décès de celle-ci, il rejoint sa mère à Clichy en France en 1983.
À 12 ans, il prend sa licence de rugby au sein du club du CS Clichy ; il est formé au poste de troisième ligne.
Ayant déménagé dans le Pays basque pour étudier au lycée sports-études René-Cassin de Bayonne, il intègre le Biarritz olympique en septembre 1992. Il intègre l'équipe première à partir de 1994.

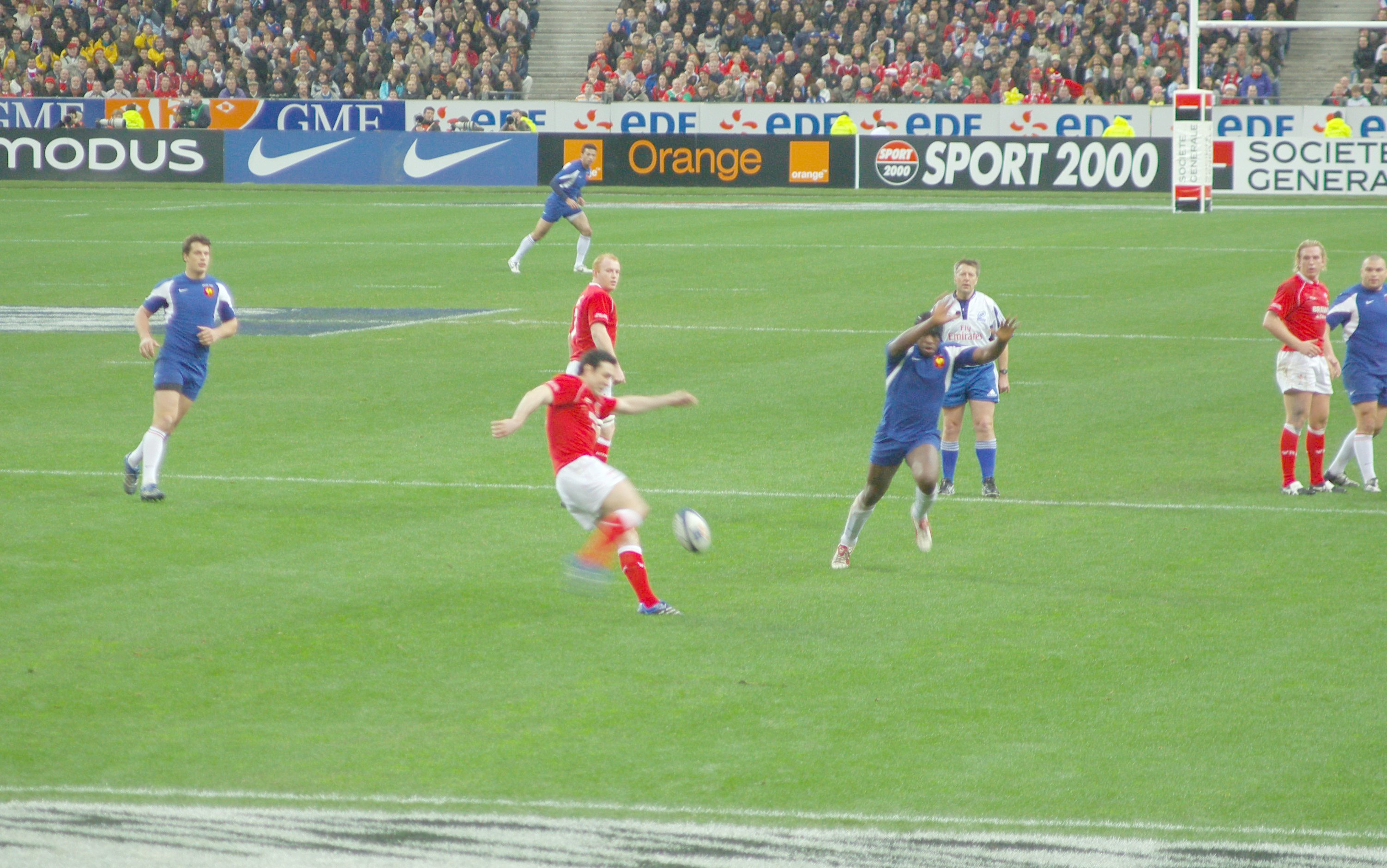
Serge Betsen sous le maillot de l'équipe de France en 2007, au centre.

Il connaît sa première cape internationale avec l'équipe de France le 22 mars 1997 contre l'équipe d'Italie, à Grenoble en Coupe FIRA (40-32 pour l'Italie).
Le 11 novembre 1997, il joue avec les Barbarians français contre l'Afrique du Sud à Biarritz. Les Baa-Baas s'imposent 40 à 22.
En juin 1999, il participe à la tournée des Barbarians français en Argentine. Il est remplaçant contre le Buenos Aires Rugby Club à San Isidro. Il remplace en cours de jeu Richard Castel. Les Baa-Baas s'imposent 52 à 17. Puis, il est titulaire contre les Barbarians sud-américains à La Plata. Les Baa-Baas français s'imposent 45 à 28.
Après sa première sélection internationale en 1997, il ne reporte pas le maillot bleu avant le Tournoi des Six Nations 2000. Il commence à apparaître sur la feuille de match lors du tournoi 2001, en tant que remplaçant. C'est au cours des années suivantes qu'il s'impose comme titulaire au poste de numéro 6, finissant même le tournoi 2002 deuxième meilleur marqueur français avec 3 essais. 
Il est sacré champion de France avec le Biarritz olympique à trois reprises, en 2002, 2005 et 2006. En 2002, il est sacré meilleur joueur français du championnat, avec l'Oscar du Midi olympique. Fin 2005, il subit un grave traumatisme maxillo-facial gauche lors d'un match à Toulouse. Lors de sa sortie du terrain, il reçut une vibrante standing ovation de la part du public toulousain, preuve du respect qu'il connait auprès des aficionados.
Le 26 août 2007, dans le cadre de la série de matches de préparation de l'équipe de France pour la Coupe du monde de rugby, il est nommé capitaine contre l'équipe du Pays de Galles et est également nommé homme du match après la victoire 34-7 de l'équipe de France au Millennium Stadium de Cardiff.
Il joue sa dernière rencontre internationale avec l'équipe de France dans le cadre de la demi-finale de Coupe du monde 2007 perdue face à l'Angleterre. En janvier 2008, il décide de mettre un terme à sa carrière internationale, comptabilisant alors 63 sélections. Bien qu'il se rapproche de l'encadrement de l'équipe de France en décembre 2009 afin de leur communiquer son envie de rejouer pour les Bleus, il ne porte plus le maillot national.

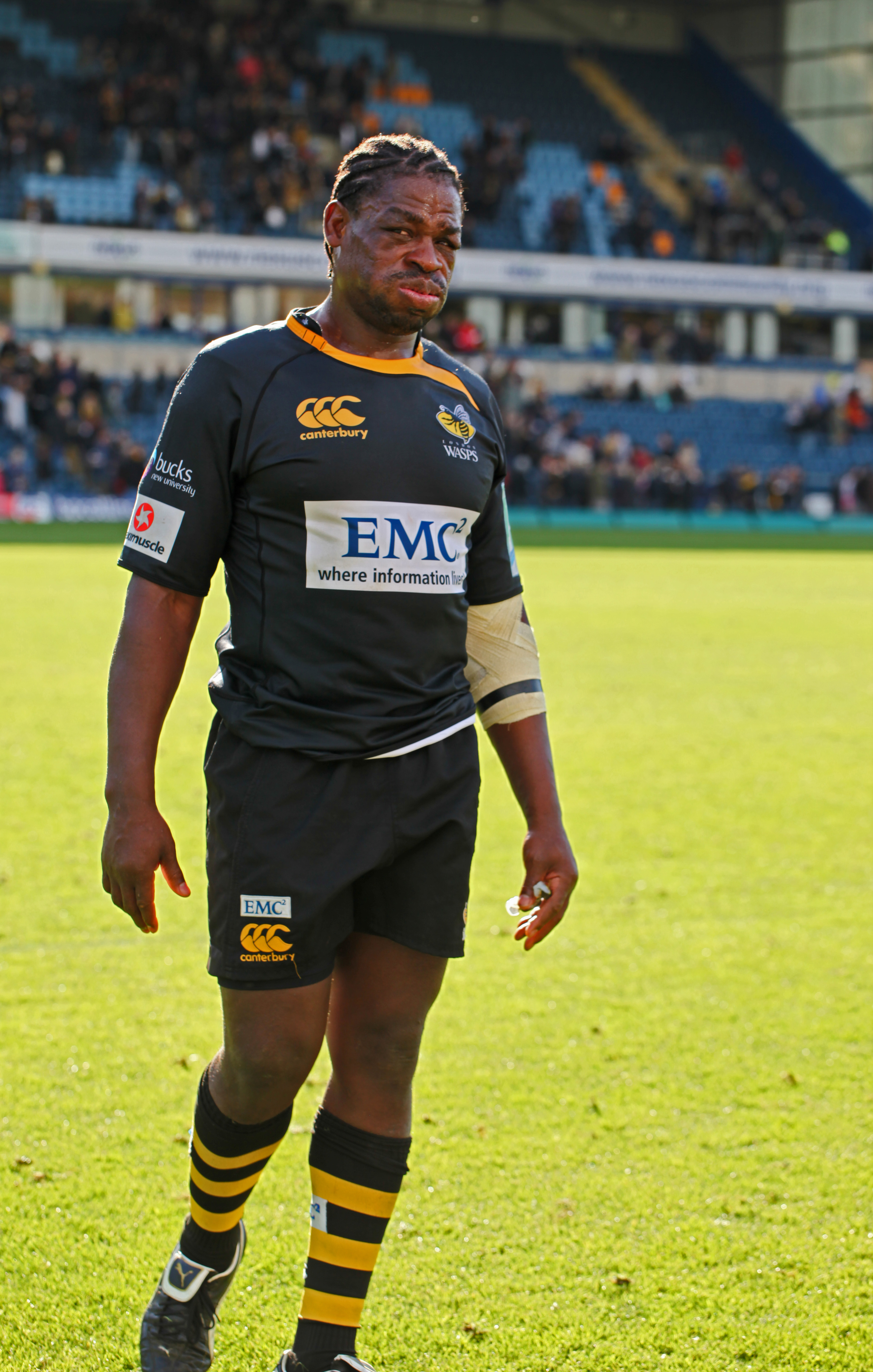
Serge Betsen sous le maillot des London Wasps en 2010.

Après avoir annoncé le 16 janvier 2008 sa retraite internationale et la fin de sa carrière à Biarritz à l'issue de la saison, lors d'une conférence de presse à Clichy, il annonce finalement en mai 2008 qu'il finira sa carrière avec les Wasps de Londres, pour ce qui sera sa dernière aventure sportive. Il confirme la fin de sa carrière le 10 mars 2012, à 38 ans, pour se consacrer à son association, la Serge Betsen Academy. Il célèbre ainsi la fin de sa carrière sportive lors de son jubilé à Biarritz, le 6 juin 2012.

### Autres activités
Il a publié un livre Faire le soleil et préfacé Des filles en Ovalie de Jacques Cortie en 2005.
De 2012 à 2014, il est vice-président de Provale, le syndicat national des joueurs de rugby,.
Serge fait partie du collectif des Champions de la Paix de Peace and Sport. Ce collectif est représenté par plus de 100 sportifs de haut niveau engagés personnellement en faveur du mouvement de la paix par le sport. En 2008, Serge Betsen s’est vu remettre le trophée Peace and Sport de l’ONG de l’année par S.A.S le prince Albert de Monaco pour son engagement au Cameroun avec son association la Serge Betsen Academy.
En 2012, on annonce qu'il devient l'entraîneur de la défense du club anglais des London Scottish.
En 2013, il crée une nouvelle association, les French Legends. Celle-ci réunit d'anciens internationaux et professionnels du rugby afin de participer à des matchs caritatifs au profit d'autres associations.
En 2015, il crée Serge Betsen Rugby, un programme de coaching en rugby pour les jeunes de Londres. Serge Betsen et ses coachs proposent différentes activités, en partenariat avec la plupart des écoles françaises de Londres. Les jeunes ont la possibilité de suivre des cours de rugby dans le cadre de l'EPS, ou des activités extra-scolaires.
En 2016, Serge Betsen devient consultant pour SFR Sport 2, nouvelle chaîne détentrice des droits télé du Championnat d'Angleterre de rugby à XV en France.
Il reçoit la Légion d'honneur pour ses œuvres caritatives (promotion civile du 1er janvier 2017).
En 2021, il devient entraîneur de la défense du Rouen Normandie rugby dans le nouvel encadrement dirigé par Nicolas Godignon. Il quitte le club deux ans plus tard en même temps que le manager Godignon.

## Statistiques en sélection nationale
Serge Betsen compte 63 sélections en équipe de France, entre le 22 mars 1997 contre l'équipe d'Italie à Grenoble et le 13 octobre 2007 contre l'Angleterre au Stade de France. Lors de ces rencontres, il inscrit neuf essais pour un total de 45 points. Il rencontre 43 victoires, concède 19 défaites et un nul.

## Palmarès

### En club
- Coupe d'Europe : 
  - Finaliste (1) : 2006
- Championnat de France : 

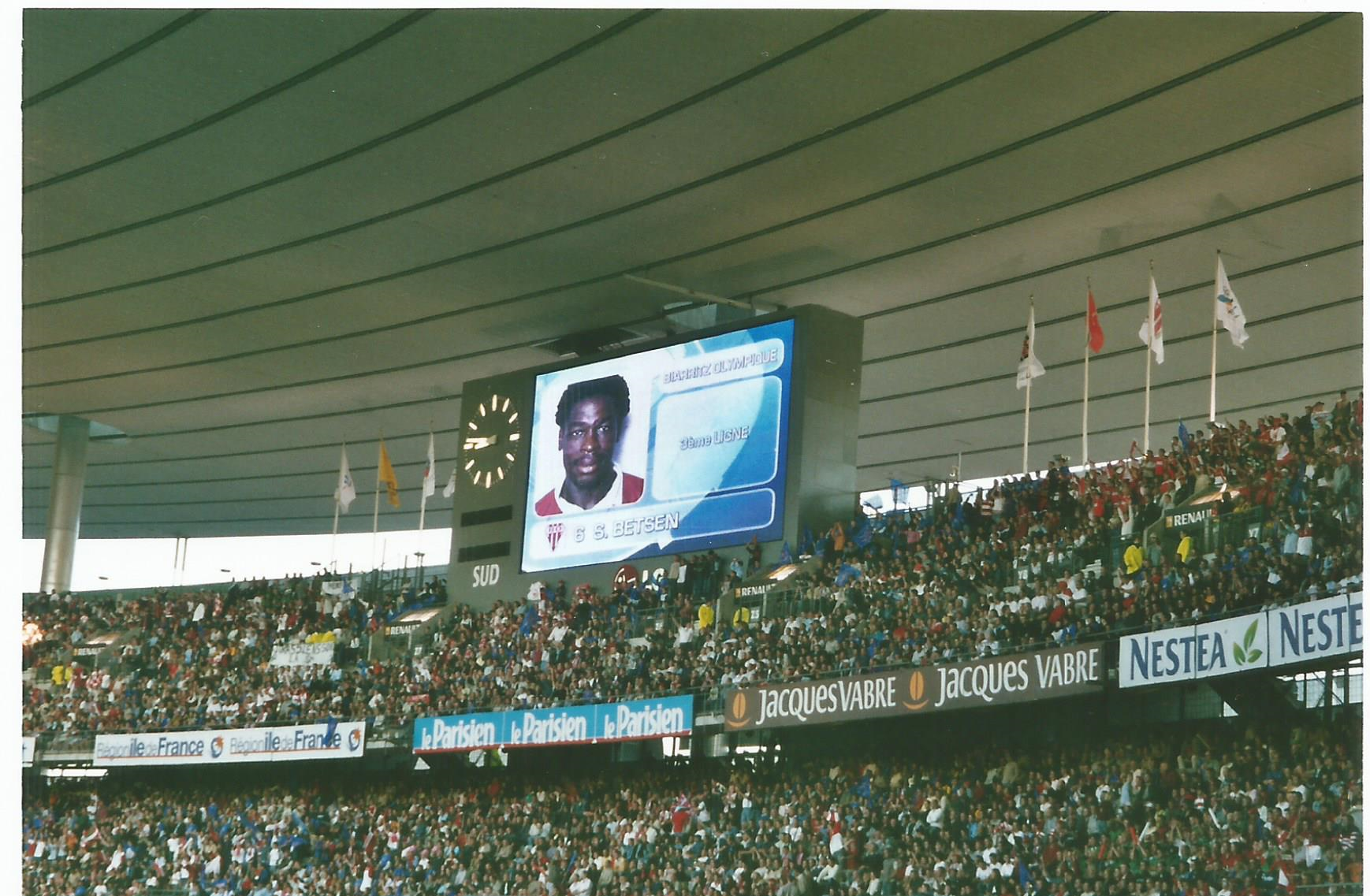
Serge Betsen remporte à trois reprises la finale du championnat de France ; ici lors de la composition de l'équipe sur le tableau d'affichage du Stade de France en 2005.

  - Champion (3) : 2002, 2005 et 2006
- Challenge Yves du Manoir : 
  - Vainqueur (1) : 2000
- Coupe de la Ligue : 
  - Finaliste (1) : 2002

### En équipe nationale

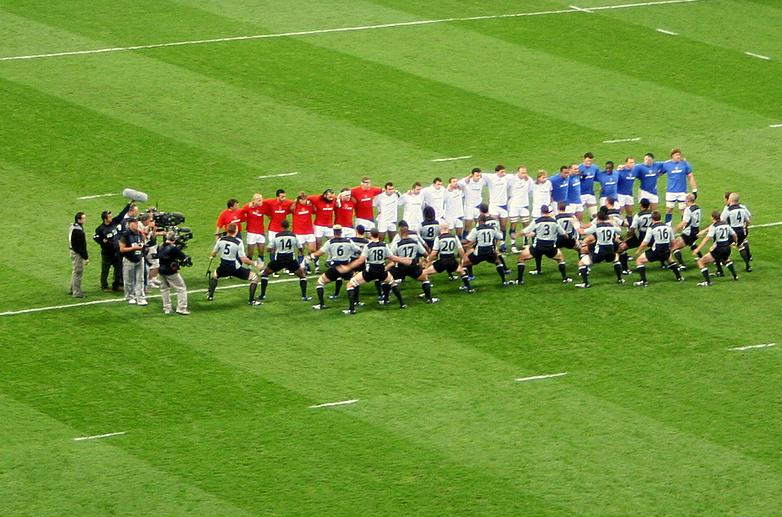
Quart-de-finale France - All Blacks en 2007.

#### Tournoi des Six Nations
Il participe à sept éditions du Tournoi des Six Nations, en 2000, 2001, 2002, 2003, 2004, 2005, 2007, pour un total de 30 rencontres, quatre essais, 23 victoires et sept défaites. Il remporte deux Grands Chelem, en 2002, 2004 et remporte également l'édition 2007.
| Édition          | Rang | Résultats France | Résultats Betsen | Matchs Betsen |
| ---------------- | ---- | ---------------- | ---------------- | ------------- |
| Six Nations 2000 | 2    | 3 v, 0 n, 2 d    | 1 v, 0 n, 1 d    | 2/5           |
| Six Nations 2001 | 5    | 2 v, 0 n, 3 d    | 2 v, 0 n, 2 d    | 4/5           |
| Six Nations 2002 | 1    | 5 v, 0 n, 0 d    | 5 v, 0 n, 0 d    | 5/5           |
| Six Nations 2003 | 3    | 3 v, 0 n, 2 d    | 3 v, 0 n, 2 d    | 5/5           |
| Six Nations 2004 | 1    | 5 v, 0 n, 0 d    | 5 v, 0 n, 0 d    | 5/5           |
| Six Nations 2005 | 2    | 4 v, 0 n, 1 d    | 3 v, 0 n, 1 d    | 4/5           |
| Six Nations 2007 | 1    | 4 v, 0 n, 1 d    | 4 v, 0 n, 1 d    | 5/5           |

Légende : v = victoire ; n = match nul ; d = défaite ; la ligne est en gras quand il y a Grand Chelem.

#### Coupe du monde
Serge Betsen participe à deux éditions de la Coupe du monde. En  2003, où la France termine quatrième, il dispute cinq rencontres, contre les Fidji, le Japon, l'Écosse, l'Irlande et l'Angleterre, inscrivant deux essais contre l'Écosse et l'Angleterre. En 2007, la France termine de nouveau à la quatrième place. Il dispute les rencontres face à l'Argentine, l'Irlande, la Géorgie, la Nouvelle-Zélande et l'Angleterre. Au total, il dispute dix rencontres et marque deux essais. Le bilan est de sept victoires et trois défaites.
| Édition        | Rang      | Résultats France | Résultats Betsen | Matchs Betsen |
| -------------- | --------- | ---------------- | ---------------- | ------------- |
| Australie 2003 | Quatrième | 5 v, 0 n, 2 d    | 4 v, 0 n, 1 d    | 5/7           |
| France 2007    | Quatrième | 4 v, 0 n, 3 d    | 3 v, 0 n, 2 d    | 5/7           |

Légende : v = victoire ; n = match nul ; d = défaite.

### Distinction personnelle
- Oscar du Midi olympique : 
  - Or : 2002

## Distinctions
- Chevalier de la Légion d'honneur (décret du 30 décembre 2016)[17]

## Style de jeu
Surnommé « La Faucheuse », ou « le sécateur », grâce à ses plaquages (plaquages à un bras par jambe) et à ses montées rapides, il est jugé comme le meilleur plaqueur du monde par beaucoup de spécialistes du rugby et est redouté par tous ses adversaires (les Anglais le surnomment « l’équarrisseur biarrot »), Bernard Laporte a dit de lui qu'il avait l'« esprit du guerrier ». Il précise à la fin de sa carrière que c'est un geste qu'il a appris dès ses premières années, auprès d'une éducatrice, Corine.